# 獅子座 (映画)
『獅子座』（ししざ、仏: Le Signe du lion、英: The Sign of Leo）は、1959年撮影、1962年公開のエリック・ロメール監督によるフランスの長篇劇映画である。

## 概要
本作は、リセの教師をつとめる傍ら「シネクラブ・デュ・カルティエ・ラタン」を主宰し、1950年5月からは映画批評誌『カイエ・デュ・シネマ』の前身『ラ・ガゼット・デュ・シネマ』を編集して批評活動を行い、また同年からシネクラブの若い仲間のポール・ジェゴフやジャン＝リュック・ゴダールらと協力して4本の短篇映画を監督したエリック・ロメールのデビュー長篇映画である。
製作資金はクロード・シャブロルが同年の1月に公開した自身のデビュー作『美しきセルジュ』（1958年）がヒットして得た資金を充てた。シャブロルがプロデューサーになり、製作会社はシャブロルの会社AJYMフィルム。1959年夏、ロメールの勤務先のリセの夏休みを利用して、パリ市内で撮影を行った。7週間で制作され、製作費は3,500万フランだった。脚本のうちダイアローグに関してはポール・ジェゴフが執筆し、ロメールは書いていない。撮影監督にはジャック・ベッケルが戦前に監督した『最後の切り札』（1942年）や詩人のジャン・コクトーが監督した『オルフェ』（1950年）を手がけたヴェテランのニコラ・エイエを起用している。
主演のジェス・ハーンは、作中の設定通りのアメリカ・イリノイ州生まれだが、アメリカ映画への出演歴はほとんどなく、デビューは1953年のフランス映画で、ロメールの同世代である。主人公ピエールの友人を演じるヴァン・ドゥードは、オランダ・ハールレム生まれで、やはり1949年のデビュー以来、フランス映画に出演をつづけていた。
カメオ出演も、ゴダール、ジャン・ドマルキら『カイエ・デュ・シネマ』のメンバーのほか、ジャン・ルーシュの所属した人類博物館の研究者で、ドキュメンタリーの監督作もあるエンリコ・フルキニョーニ、ロベルト・ロッセリーニ監督の『インディア』の脚本を書いたイランの知識人で後に国連大使となったフレイドン・ホヴエイダらが出演している。
本作は、製作から3年の歳月を経て1962年にようやく単館公開され、商業的には成功できなかった。「六つの教訓話」シリーズは短篇映画で始めざるを得ず、本作の次の長篇劇映画は1967年の『コレクションする女』まで、8年を待つことになる。
日本では長らく商業公開はされなかったが、古くから東京日仏学院が16ミリプリントを所蔵しており、数多く上映されていた。完成後30年が経過した1990年、シネセゾンの配給で日本初公開された。

## ストーリー
6月22日、アメリカ出身、38歳の自称作曲家ピエール・ヴェセルラン（ジェス・ハーン）が電報を受け取る。伯母が死去し、莫大な遺産が従兄とピエールに相続されるという話だ。ピエールは、『パリ・マッチ』誌に働く友人のジャン＝フランソワ（ヴァン・ドゥード）を呼び出し、派手なパーティを開いた。当面の資金は借金した。
7月13日、ヴァカンスが始まり、友人たちはパリを出てしまった。伯母の遺言が発見され、遺産はすべて従兄の手に。ピエールには遺産は転がり込まず、ピエールは家賃滞納でアパルトマンを追い出されていた。いまはホテル暮らしだが、やがて資金は尽きる。ジャン＝フランソワは出張中で電話に出ない。
7月30日、セーヌ川のほとりに立ち並ぶ露天の古本屋に本を売却し、食事を得た。ホテルも追い出され、途方に暮れて歩いていると、友人が仕事を紹介してくれた。場所は郊外なので電車賃もなく歩いていくと、その元締めは留守であった。また歩いてセーヌ川へ戻ってくるピエール。ついにピエールは万引きを働くが、すぐに店主につかまり、殴られる。助けてくれたのは、ひとりの浮浪者（ジャン・ル・プーラン）であった。ピエールは、カフェの店先で芸を見せる浮浪者の助手になった。
8月22日、ヴァカンスも終末を迎え、友人たちはパリに戻ってきた。出張から帰ってきたジャン＝フランソワは、ピエールがいないことに気づく。当然のことながら、ピエールに何が起きていたのかは、だれも知らない。そんなとき、新聞にある記事が掲載された。ピエールの従兄が突然死去し、遺産を相続するのはピエールであると。ジャン＝フランソワがみつけたピエールは、すっかり浮浪者に変わり果てていた。

## キャスト
- ジェス・ハーン - ピエール・ヴェセルラン役
- ミシェル・ジラルドン - ドミニク・ロラン役
- ヴァン・ドゥード - ジャン＝フランソワ・サンテーユ役
- ポール・ビシリア - ウィリー役
- ジルベール・エダール - ミシェル・カロン役
- クリスチャン・アレール - フィリップ役
- ポール・コーシェ - フレッド役
- ジル・オリヴィエ - キャシー役
- ソフィ・ペロー - クリス役
- ステファーヌ・オードラン - ホテルの女主人役
- ジャン・ル・プーラン - 放浪者役

ノンクレジット アルファベット順
- ジャン＝マリー・アルヌー
- ギャビ・ブロンデ
- ダニエル・クロエム
- ジャン・ドマルキ
- マリー・デュボワ - カフェの女役
- フランス・ファルネル
- エンリコ・フルキニョーニ
- ジャン＝リュック・ゴダール - 音楽マニア役
- ヤン・グロエル
- フレイドン・ホヴエイダ （en:Fereydoun Hoveyda）
- マーシャ・メリル - パリ祭のブロンド女性役
- フランソワーズ・プレヴォー（フランス語版） - エレーヌ役
- マルカ・リボヴスカ - 2児の母親役
- ユタ・テーガー
- ヴェラ・ヴァルモン
- ジョゼ・バレラ

## スタッフ・作品データ
- 監督・脚本 : エリック・ロメール
- ダイアローグ : ポール・ジェゴフ、エリック・ロメール
- 撮影監督 : ニコラ・エイエ
- 撮影（フレーム） : ピエール・ロム
- 録音 : ジャン・ラビュシエル
- 編集 : アンヌ＝マリー・コトレ、マリー＝ジョゼフ・ヨヨット
- スクリプター : エリ・ステリアン
- スチル写真 : アンドレ・ディノ
- 音楽 : ルイ・サゲール
- 助監督 : ジャン＝シャルル・ラニョー
- プロデューサー : クロード・シャブロル
- 製作統括 : ロラン・ノナン
- ラインプロデューサー : ジャン・コテ
- 製作主任 : ジャン・ラヴィ
- 形式 : 白黒 - 35ミリ - モノラル音声
- ジャンル : 長篇劇映画
- 撮影年 : 1959年夏
- 公開年 : 1962年